# Sarcophilus
Sarcophilus — рід хижих сумчастих (Dasyuromorphia), що містить один сучасний вид — тасманійського диявола (S. harrisii).
Рід містить три види, з яких S. laniarius і S. moornaensis відомі лише за викопними залишками часів плейстоцену. S. laniarius був дещо більшим за тасманійського диявола, який важить до 10 кг. Відносини між видами визначені погано, тоді як деякі дослідники вважають, що S. harrisii може бути карликовим підвидом S. laniarius, інші вважають їх цілком різними видами, що співіснували протягом плейстоцену.